# جون سوليفان دوايت
جون سوليفان دوايت (بالإنجليزية: John Sullivan Dwight)‏ هو كاتب ومؤلف وصحفي أمريكي، ولد في 13 مايو 1813 في بوسطن في الولايات المتحدة، وتوفي بنفس المكان في 5 سبتمبر 1893.

## وصلات خارجية
- جون سوليفان دوايت على موقع ميوزك برينز (الإنجليزية)
- جون سوليفان دوايت على موقع أول ميوزيك (الإنجليزية)
- جون سوليفان دوايت على موقع ديسكوغز (الإنجليزية)